# Thunbergia huillensis
Thunbergia huillensis är en akantusväxtart som beskrevs av Spencer Le Marchant Moore. Thunbergia huillensis ingår i släktet thunbergior, och familjen akantusväxter. Inga underarter finns listade i Catalogue of Life.